# Trường Nguyên
Trường Nguyên (ur. 1110, zm. 1165) – wietnamski mistrz thiền ze szkoły vô ngôn thông.

## Życiorys
Urodził się w dystrykcie Trường Nguyên w prefekturze Tiên Du. Jego rodzinne nazwisko to Phan. Pochodził z mniejszości narodowej z południowych Chin.
Opuścił dom, aby zostać mnichem i został uczniem mistrza Đạo Huệ w klasztorze Quang Minh. Po potrzymaniu przekazu Dharmy udał się górę Từ Sơn, aby żyć w odosobnieniu. Nosił słomiane ubranie i żywił się tylko kasztanami. Praktykował nad ciałem i umysłem tworząc z nich jedną całość. Poświęcił się także śpiewaniu sutr. Przez okres pięciu czy sześciu lat nikt go nie widział. 
Cesarz, który usłyszał o nim postanowił go zaprosić do stolicy, jednak Trường Nguyên odmówił. Cesarz nakazał staremu przyjacielowi Trườnga Nguyêna, urzędnikowi dworskiemu Lê Hối, przekonać go do przybycia na dwór imperialny. Trường Nguyên uległ prośbom przyjaciela, jednak po nocy spędzonej w świątyni Hương Sát, powrócił na swoją górę.
Po jakimś czasie zaczął mieć uczniów i rezydował w świątyni Sóc Thiên Vương na górze Vệ Linh w okolicy miasta Bình Lỗ.
Siódmego dnia szóstego miesiąca w trzecim roku okresu Chính Long Bảo Ứng, czyli w roku 1165, Trường Nguyên poczuł się chory i wypowiedział wiersz: 
| W świetle, w kurzu, ale zawsze odłączony. Serce i wnętrzności czyste na wskroś, bez przywiązania do rzeczy. Wcielenie spontaniczności, odpowiadające na rzeczy bez ograniczenia. Umiejętny artysta kształtujący niebo i ziemię, Wpływający na ludzkie normy, źródło miriadów rzeczy, wiosna rzeczy. Tańczenie - żelazna dziewczyna, Bicie w bęben - drewniany chłopiec. |

Po wypowiedzeniu tych słów, zmarł.

## Linia przekazu Dharmy zen
Pierwsza liczba oznacza liczbę pokoleń mistrzów od 1 Patriarchy indyjskiego Mahakaśjapy.
Druga liczba oznacza liczbę pokoleń od 28/1 Bodhidharmy, 28 Patriarchy Indii i 1 Patriarchy Chin.
Trzecia liczba oznacza początek nowej linii przekazu w danym kraju.
- 33/6. Huineng (638-713)
  - 34/7. Nanyue Huairang (677-744) szkoła hongzhou
    - 35/8. Mazu Daoyi (707-788)

  - 36/9. Baizhang Huaihai (720-814)
    - 37/10/1. Vô Ngôn Thông (759-826) Wietnam - szkoła vô ngôn thông
      - 38/11/2. Cảm Thành (zm. 860)
        - 39/12/3. Thiện Hội (zm. 900)
          - 40/13/4. Vân Phong (zm. 956)
            - 41/14/5. Khuông Việt (933-1011)
              - 42/15/6. Đa Bảo (zm. po 1028)
                - 43/16/7. Định Hương (zm. 1051)
                  - 44/17/8. Viên Chiếu (999-1090)
                    - 45/18/9. Thông Biện (zm. 1134)
                      - 46/19/10. Biện Tâi (bd)
                      - 46/19/10. Đạo Huệ (zm. 1173)
                        - 47/20/11. Tịnh Lực (1112–1175)
                        - 47/20/11. Trí Bảo (zm. 1190)
                        - 47/20/11. Trường Nguyên (1110–1165)
                        - 47/20/11. Minh Trí (zm. 1196)
                          - 48/21/12. Quảng Nghiêm (1122–1190
                            - 49/22/13. Thường Chiếu (zm. 1203)
                              - 50/23/14. Thông Thiền (zm. 1228) laik
                                - 51/24/15. Tức Lự (bd)
                                  - 52/25/16. Ứng Vương (bd) laik

                              - 50/23/14. Thần Nghi (zm. 1216)
                                - 51/24/15.. Ẩn Không (bd)

                        - 47/20/11. Tín Học (zm. 1190)
                        - 47/20/11. Tịnh Không (1091–1170)
                        - 47/20/11. Dại Xả (1120–1180)

                  - 44/17/8. Cứu Chỉ
                  - 44/17/8. Bảo Tính (zm. 1034)
                  - 44/17/8. Minh Tâm (zm. 1034)

                - 43/16/7. Thiền Lão
                  - 44/17/8. Quảng Trí
                    - 45/18/9. Mãn Giác (1052–1096)
                      - 46/19/10. Bổn Tịnh (1100–1176)

                    - 45/18/9. Ngộ Ấn (1020–1088)